# Živojin Vračarić
Živojin Vračarić (Osijek, 21. prosinca 1951.), bivši je odbojkaš i jugoslavenski reprezentativac, osvajač brončane medalje na Europskom prvenstvu 1975. godine u Beogradu i odbojkaški trener.

## Životopis
Živojin Vračarić je rođen 21. prosinca 1951. godine u Osijeku, a nedugo nakon rođenja s obitelji preselio se je u Trpinju, odakle mu obitelj vodi podrijetlo. Sa 6 godina se seli u Vukovar. U Vukovaru završava osnovnu i srednju tekstilnu školu. Kao učenik, 1963. godine, počinje trenirati odbojku u OK Vukovaru. Jedno vrijeme je paralelno trenirao i košarku, ali je konačnu prevagu za odabir športa donio uspjeh i popularnost ženskog odbojkaškog kluba.

### Igračka karijera
Prvi nastup za juniorsku reprezentaciju Jugoslavije imao je nakon juniorskog prvenstva Hrvatske u Osijeku 1969. godine, kada je privukao pozornost izbornika omladinske momčadi Andrije Strahonje. Godine 1970. s reprezentacijom nastupa na Balkanskom prvenstvu, a 1971. godine na Europskom juniorskom prvenstvu u Španjolskoj, kada osvaja 5. mjesto. Zapaženim igrama u OK Vukovar koji se 1969. godine plasirao u Drugu saveznu ligu, postaje interesantan i drugim klubovima. Godine 1970. prelazi u riječki Kvarner, kada osvaja 3. mjesto, a sljedeće sezone se bori za prvaka Jugoslavije. Godine 1971. postaje član seniorske reprezentacije. Na Mediteranskim igrama u Izmiru 1971. godine osvaja zlatnu medalju. Godine 1973. prelazi u Jedinstvo iz Stare Pazove, a dvije godine kasnije u beogradsku Crvenu zvezdu, s kojom 1975. godine osvaja Kup Jugoslavije u odbojci. Iste godine s reprezentacijom osvaja brončanu medalju na Europskom prvenstvu u Beogradu, kada je uvršten i u idealnu šestoricu prvenstva. Sljedeće godine sa Zvezdom osvaja 2. mjesto u domaćem prvenstvu. Nakon toga se vraća u rodni kraj i počinje igrati za OK Borovo (koje se tada spaja s OK Vukovar). S Borovom je igrao kvalifikacije za ulazak u Prvu ligu, ali bez uspjeha. Tada je bio jedini drugoligaški igrač koji je bio u reprezentaciji. Godine 1976. godine je s reprezentacijom sudjelovao u kvalifikacijama za Olimpijske igre. Godine 1977., na Europskom prvenstvu u Helsinkiju s reprezentacijom zauzima 7. mjesto. Iz Borova prelazi u OK Željezničar Osijek, gdje ostaje do kraja karijere, odnosno 1986. godine.
Za reprezentaciju Jugoslavije je odigrao ukupno 210 utakmica. Na 2 europska prvenstva je odigrao 14 utakmica. Za juniorsku reprezentaciju je na jednom europskom prvenstvu odigrao 6 utakmica

### Trenerska karijera
Još tijekom aktivnog igranja u Željezničaru, postaje tajnikom odbojkaškog saveza općine Osijek, a na tom mjestu ostaje do kolovoza 1991. godine, kada zbog rata odlazi iz Osijeka. Završio je Višu trenersku školu za odbojku na Sveučilištu u Zagrebu. Nakon odlaska u Beograd postaje pomoćnik trenera prvog tima Crvene zvezde, a nakon toga i trener ženskog odbojkaškog kluba Vojvodine iz Novog Sada. Godine 1992. se vraća u Vukovar, gdje sudjeluje u formiranju muškog i ženskog odbojkaškog kluba, kao i formiranju tzv. Odbojkaškog saveza Krajine. Godine 2006. preuzima trenersku palicu slovenske momčadi OK Šoštanj Topolšica.

### Ostalo
Godine 1995. na proslavi 50 godina Sportskog društva Crvena zvezda biva uvršten u 5 najboljih odbojkaša kluba svih vremena. Godine 2007. Vlada Republike Srbije donosi rješenje o dodjeli športskih mirovina zaslužnim športašima, među kojima se našao i Živojin Vračarić.

## Obitelj
Živojin Vračarić je oženjen i ima dva sina: Aleksandra i Srđana koji se također bave odbojkom. Godine 1991., tijekom rata doživljava obiteljsku tragediju, kada mu hrvatske postrojbe 16. studenoga izvode roditelje Milicu i Dragoljuba iz skloništa i kod željezničkog kolodvora u Borovu Naselju strijeljaju. Majka mu je poginula na licu mjesta, dok je otac unatoč brojnim ranama na glavi preživio i pobjegao. Za ovaj zločin nitko nije odgovarao.